# De zwarte ruiter (film)
De zwarte ruiter is een Nederlandse avonturenfilm uit 1983 onder regie van Wim Verstappen.
Naast een filmversie werd er ook een uitgebreidere televisieversie vervaardigd. Deze televisiebewerking werd in 1986 in drie delen uitgezonden als "De Smokkelaar".
Deze driedelige miniserie is verschenen op dvd onder de originele titel "De Zwarte Ruiter".

## Verhaal
Rinus en Fons zijn twee oude vrienden uit het verzet. In de jaren '50 komen ze tegenover elkaar te staan als douanier en botersmokkelaar. Rinus stelt alles in het werk om Fons te vatten, wanneer hij een relatie begint met zijn dochter Liza.

## Rolverdeling
| Acteur              | Personage             |
| ------------------- | --------------------- |
| Hugo Metsers        | Fons Ruiter           |
| Rijk de Gooyer      | Rinus IJzerman        |
| Pleuni Touw         | Milou                 |
| Cristel Braak       | Liza IJzerman         |
| Hugo Van den Berghe | Verbiest              |
| Johny Voners        | Sjarrellowie          |
| Carol van Herwijnen | Broer van Schellekens |
| Jules Hamel         | Schellekens           |
| Jaap Stobbe         | Van Vliet             |
| Rudi Falkenhagen    | Maurice Truidens      |
| Huub Stapel         | Floor                 |
| Marc Peeters        | Wies                  |
| Etha Coster         | Mevrouw Ijzerman      |

## Trivia
- Willy van Hemert werd oorspronkelijk aangesteld als regisseur. Enkele weken voordat de productie begon trok hij zich terug. Wim Verstappen werd aangesteld als regisseur.[2]